# Maurice Motamed
Maurice Motamed (persisch موریس معتمد‎; * 1945) ist ein iranischer Politiker jüdischen Glaubens, der die iranischen Juden im Parlament von 2000 bis 2008 vertrat. Sein Nachfolger wurde Ciamak Moresadegh. Seit der Konstitutionellen Revolution von 1906 hat die jüdische Minorität Anspruch auf einen Platz im Parlament. Als Ergebnis der Parlamentswahl im Iran 2012 stellen die Juden drei Abgeordnete, die übrigen vier religiösen Minderheiten insgesamt 11. 

## Berufsleben
Maurice Motamed wurde erstmals im Jahr 2000 ins iranische Parlament gewählt; sein Mandat wurde im Jahr 2004 bestätigt. Bei einem Besuch in den Vereinigten Staaten versicherte er, dass es dem Großteil der etwa 25.000 iranischen Juden besser gehe als dem Großteil der nicht-jüdischen iranischen Bevölkerung. Zudem lud er die im Exil lebenden iranischen Juden ein, in den Iran zurückzukehren. Er setzte sich vielfach für die Rechte von Juden und Christen im Iran ein.
Die offizielle iranische Position bezüglich des Atomprogramms wird von ihm verteidigt. Dies soll die Unterstützung der iranischen Juden für die Islamische Republik demonstrieren. Inwieweit diese Aussage tatsächlich seiner Meinung entspricht, ist umstritten, da das Interview, in dem diese Erklärung abgegeben wurde, unter fragwürdigen Rahmenbedingungen stattgefunden habe. Motamed ist zudem Mitglied der Energiekommission des Madschles.
Gegen die anti-israelischen Aussagen und die von Mahmud Ahmadinedschad einberufene Holocaust-Konferenz protestierte Maurice Motamed:

„Man kann ja die israelische Regierung kritisieren oder den Staat Israel nicht anerkennen, aber die Holocaust-Opfer für politische Zwecke zu missbrauchen, ist einfach nur sehr traurig.“

 Zudem kritisierte er das Ausstrahlen anti-jüdischer Sendungen vom Iran aus. Außerdem arbeitet Motamed als Bauingenieur und Stadtplaner. Seine Mutter sowie vier Schwestern leben in Los Angeles.